# Aria Fischer
Aria Fischer (* 2. März 1999 in Laguna Beach, Kalifornien) ist eine Wasserballspielerin aus den Vereinigten Staaten. Sie gewann bis 2021 zwei Titel bei Olympischen Spielen und bei Weltmeisterschaften sowie einen Titel bei Panamerikanischen Spielen.

## Sportliche Karriere
Die 1,83 m große Center-Spielerin bestritt ihr erstes großes Turnier im Erwachsenenbereich 2016 bei den Olympischen Spielen 2016 in Rio de Janeiro. Dort traf das US-Team im Finale auf die Italienerinnen und siegte mit 12:5. Aria Fischer war in allen Partien dabei, erzielte aber kein Tor.
Bei den Weltmeisterschaften 2017 in Budapest spielten im Finale die Spanierinnen und das US-Team gegeneinander, die Amerikanerinnen gewannen mit 13:6, Fischer erzielte im Finale einen Treffer. Kurz darauf trat Fischer bei der Universiade in Taipeh an und gewann dort mit der US-Auswahl den Titel.
Bei den Weltmeisterschaften 2019 in Gwangju traf das US-Team im Finale auf die Spanierinnen und gewann mit 11:6. Aria Fischer wurde ins All-Star-Team gewählt. Unmittelbar im Anschluss an die Weltmeisterschaften siegten die frischgebackenen Weltmeisterinnen auch bei den Panamerikanischen Spielen 2019 in Lima. Bei den 2021 ausgetragenen Olympischen Spielen in Tokio trafen die Mannschaften aus den Vereinigten Staaten und aus Spanien wieder im Finale aufeinander, die Amerikanerinnen siegten mit 14:5. Aria Fischer warf im Finale zwei Tore.
Aria Fischer ist die jüngere Schwester von Makenzie Fischer, die beiden spielten bei den meisten großen Turnieren zusammen im US-Team. Die Schwestern sind die Töchter von Erich Fischer, der 1992 Olympiavierter im Wasserball war.